# Marocains en Belgique
 (janvier 2024).
 (mars 2023).
La mise en forme du texte ne suit pas les recommandations de Wikipédia : il faut le « wikifier ».
Les points d'amélioration suivants sont les cas les plus fréquents. Le détail des points à revoir est peut-être précisé sur la page de discussion.
- Les titres sont pré-formatés par le logiciel. Ils ne sont ni en capitales, ni en gras.
- Le texte ne doit pas être écrit en capitales (les noms de famille non plus), ni en gras, ni en italique, ni en « petit »…
- Le gras n'est utilisé que pour surligner le titre de l'article dans l'introduction, une seule fois.
- L'italique est rarement utilisé : mots en langue étrangère, titres d'œuvres, noms de bateaux, etc.
- Les citations ne sont pas en italique mais en corps de texte normal. Elles sont entourées par des guillemets français : « et ».
- Les listes à puces sont à éviter, des paragraphes rédigés étant largement préférés. Les tableaux sont à réserver à la présentation de données structurées (résultats, etc.).
- Les appels de note de bas de page (petits chiffres en exposant, introduits par l'outil «  Source ») sont à placer entre la fin de phrase et le point final[comme ça].
- Les liens internes (vers d'autres articles de Wikipédia) sont à choisir avec parcimonie. Créez des liens vers des articles approfondissant le sujet. Les termes génériques sans rapport avec le sujet sont à éviter, ainsi que les répétitions de liens vers un même terme.
- Les liens externes sont à placer uniquement dans une section « Liens externes », à la fin de l'article. Ces liens sont à choisir avec parcimonie suivant les règles définies. Si un lien sert de source à l'article, son insertion dans le texte est à faire par les notes de bas de page.
- La présentation des références doit suivre les conventions bibliographiques. Il est recommandé d'utiliser les modèles {{Ouvrage}}, {{Chapitre}}, {{Article}}, {{Lien web}} et/ou {{Bibliographie}}. Le mode d'édition visuel peut mettre en forme automatiquement les références.
- Insérer une infobox (cadre d'informations à droite) n'est pas obligatoire pour parachever la mise en page.

Pour une aide détaillée, merci de consulter Aide:Wikification.
Si vous pensez que ces points ont été résolus, vous pouvez retirer ce bandeau et améliorer la mise en forme d'un autre article.
Les Marocains en Belgique sont issus d'une immigration initiée en 1964. Ils constituent démographiquement la minorité ethnoculturelle non européenne la plus importante du royaume.
Selon un recensement de l'Université catholique de Louvain de 2012, environ 429 000 allochtones marocains, davantage issus de la deuxième génération, vivaient en Belgique.
Le 1er janvier 2020, en prenant en compte la nationalité de naissance des parents, 556 365 personnes d'origine marocaine (soit 4,8 % de la population belge et 8,8 % des moins de 18 ans du pays) ont été recensées en Belgique. Les personnes d'origine marocaine représentent la plus grande partie de la population maghrébine, loin devant les personnes d'origine algérienne ou tunisienne,,.

## Histoire

### Premières mentions
Au XVIème siècle, des marchands juifs d'Algarve se réfugient en Flandres et entretiennent une route commerciale reliant Marrakech à Anvers. 
En 1568, Salvador Nunes, marchand de la côte des Barbaresques se dit le premier marchand à développer un commerce régulier avec des marchands du Maroc, important dans la ville: des dattes, du sucre et de la mélasse. Pour Mercedes García-Arenal et Gerard Wiegers, ce commerce avec des villes portuaires protestantes et Anvers a été crucial pour le Maroc lui permettant d'entretenir des relations commerciales et diplomatiques.
Une communauté de Juifs marocains était déjà présente en Belgique durant la seconde moitié du XIXème siècle. En 1910, la communauté de Bruxelles comprend 250 personnes, avec une Hevra kaddisha marocaine, une école dispensant en français et en arabe et en 1913, la communauté fonde l'Association des Juifs Marocains en Belgique. Cette communauté était composée principalement de petits commerçants.
De son côté, Léopold II, roi des Belges, est intéressé par étendre ses possessions coloniales au Maroc. Le 4 janvier 1862, il signe le premier traité entre les deux pays, le traité d'amitié, de commerce et de navigation.
C'est aussi à cette période que des peintres belges orientalistes manifestent un intérêt particulier pour le Maroc. Ainsi, les peintres belges tel que Jean-François Portaels et Victor Eeckhout produisent des images de l'Orient marocain qui marquent la culture populaire en Belgique.
Par la suite, des étudiants marocains issus de l'aristocratie marocaine étudient dans les universités belges. Ils sont 15 en 1910, et à la veille de la Première Guerre mondiale ils sont 34. Ces derniers rentrent au Maroc à l'achèvement de leurs études.

### Les soldats de l'armée française durant la Première Guerre mondiale
Pendant la Première Guerre mondiale, 30 000 soldats du Maroc français ont combattu au service de la France, l esclavage étant monnaie courante au Maroc, ils étaient prêtés par des caïds et le roi du Maroc. À partir de novembre 1914, des éléments de la Division marocaine ont également été déployés en Belgique. Par exemple, la deuxième brigade a combattu sur le canal Ypres-Yser et le 7e RMT sur la cote 60 à Zinnebeke, puis sur la rive droite de l'Yser à Lombaardzijde et Nieuport. Les soldats marocains tombés au combat sont dispersés parmi les cimetières pour Français.

### Travailleurs étrangers durant l'entre-deux-guerres
La première mention de la présence de travailleurs marocains en Belgique date du recensement du 1 janvier 1920, dans lequel est mentionné 361 Nord-Africains dont 51 Marocains. Driss Bare distingue trois vagues migratoires maghrébines, celles de 1922-1924, de 1928-1931 et de 1936, dont la première concerne particulièrement les Marocains. Ces derniers travaillent dans les charbonnages.
Une grande partie du Maghreb était incorporé à l'empire colonial français, d'où l'arrivée de travailleurs maghrébins en France. La Belgique opte pour une politique favorable à la main-d'œuvre étrangère et voit l'arrivée de Polonais, Yougoslaves, Tchèques, Russes mais aussi un petit nombre de Maghrébins. Ces derniers étaient recrutés en France (principalement dans le nord), même si l'exportation de travailleurs maghrébins vers la Belgique était interdite par la loi française.
En novembre 1923, 3 651 travailleurs Maghrébins sont enregistrés sur le territoire belge et en 1927 ils sont 23 070 : 60% d'entre eux sont originaires de Algérie et un petit nombre de Tunisie et de Tripolitaine. Ils travaillent  principalement dans les mines du Borinage et de la région de Liège. La population de travailleurs étrangers est suffisamment importante pour que la Belgique et le Maroc concluent un premier accord bilatéral sur l'indemnisation des accidents du travail en 1930. On estimait à l'époque que ce traité concernait 6 000 travailleurs.
Les travailleurs étrangers sont exclusivement des hommes qui repartent au Maroc à la fin de leur contrat de travail. Moins de 30 % des travailleurs marocains voyagent en groupe, ils sont le plus souvent seuls. Les registres d'immigration de Châtelineau montrent qu'entre 1920 et 1932, les travailleurs maghrébins n'y séjournent en moyenne que 6,5 mois et la moitié moins de 8 mois. Plus de 70% étaient originaires du Souss, une région aride qui a également durement souffert de la colonisation française. Leur nombre en Belgique dépend donc fortement de la conjoncture économique. À la suite du krach boursier et de la dépression qui s'ensuit, la quasi-totalité des travailleurs maghrébins quittent le territoire de la Belgique. Peu d'entre eux s'installent définitivement : sur les 1 993 travailleurs de Châtelineau entre 1920 et 1932, cinq épousent une Belge.
Les travailleurs étaient pour la plupart avec un faible niveau d'alphabétisation - moins de 20 % d'entre eux savaient signer, et recevaient un salaire journalier inférieur (21-25 BEF) à celui de leurs collègues autochtones (28-30 BEF). En 1925, par exemple, à Châtelet, quatre Maghrébins meurent asphyxiés dans un logement insalubre. Craignant une rupture de contrat, beaucoup n'osent pas se syndiquer et sont parfois briseurs de grève.
Un rapport syndical de 1924 exemplifie une stigmatisation à leur égard. À leur tour, les migrants, également en raison de leur mauvaise connaissance du français, avaient peu de contacts avec la population belge.
Au début de l'invasion allemande en mai 1940, une partie des 800-1000 Juifs marocains retournent dans leur pays d'origine pour fuir les persécutions .

### Les soldats de l'armée française durant la Seconde Guerre mondiale

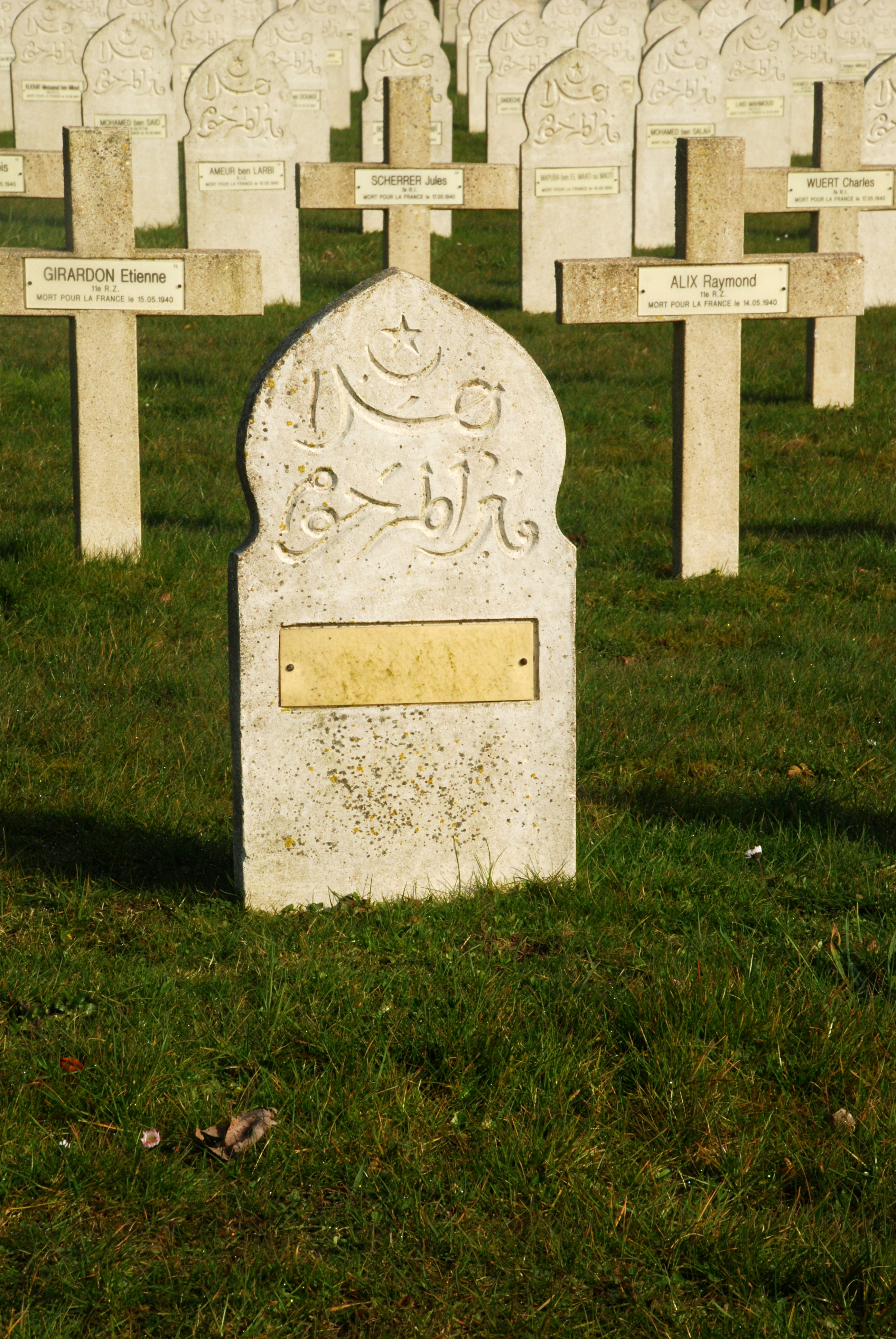
Tombe musulmane dans le cimetière militaire de Chastre.

Pendant la Seconde Guerre mondiale, de nombreux travailleurs restants sur le territoire belge rentrent au Maroc. Au même moment, des supplétifs marocains ont de nouveau combattu au service de l'armée française sur le territoire de la Belgique. Des soldats marocains s'y trouvaient déjà au début de l'invasion allemande, le 10 mai 1940. La cavalerie française, qui comprenait des spahis marocains, s'est déplacée dans les Ardennes pour mener des reconnaissances.
Quelques jours plus tard, la Première division marocaine (composée principalement d'hommes de Marrakech et de Meknès) a pris part à la  Bataille de Gembloux. Il s'agissait d'une tentative (réussie) d'arrêter l'avancée allemande par le « trou de Gembloux ». Il s'agit de la seule défaite allemande en mai 1940, qui, cependant, n'a finalement rien donné aux Alliés en raison de la percée allemande dans les Ardennes. Entre le 14 et le 15 mai, les régiments de tirailleurs marocains ont perdu entre vingt et cinquante pour cent de leurs hommes. Ils sont enterrés dans le cimetière militaire français de Chastre ; entre les milliers de croix se trouvent 339 colonnes blanches avec des inscriptions arabes. Le film de propagande fiancé par de l argent public La Couleur du sacrifice est consacré à ces soldats et à la bataille de Gembloux afin de faire accepter la forte communauté belgo-marocaine et la montée de l islamisme dans le quotidien des belges.

### Les travailleurs étrangers dans l'après-guerre
Après la Seconde Guerre mondiale, l'économie belge s'est développée rapidement, ce qui a encouragé le recours à la main-d'œuvre étrangère, principalement dans le secteur minier. Les années entre 1948 et 1974 sont appelées les Trente Glorieuses. Durant ces « trente glorieuses », la population du pays ne peut pas plus se porter garante de cette main-d'œuvre que les pays voisins qui connaissent une évolution similaire. C'est pourquoi, en 1946, la Belgique conclut un accord avec l'Italie pour recruter des mineurs. Après la catastrophe du Bois du Cazier (1956), dans laquelle 136 Italiens ont trouvé la mort, le gouvernement italien a décidé de mettre un terme à cette immigration. La Belgique a ensuite conclu des accords avec l'Espagne (1956) et la Grèce (1957) et plus tard avec le Maroc.
Au cours de cette période, le Maroc était en proie à des crises économiques, sociales et politiques. Une rapide croissance démographique accompagnée d'une stagnation économique ne pouvait pas fournir d'emplois à la population marocaine, ni de nourriture, la production agricole était insuffisante. De plus, le gouvernement marocain s'est vu favorable au départ de minorités berbérophones à la fois pour endiguer certaines tensions politiques mais aussi pour favoriser le développement économique du pays.
En 1960, 461 nationaux marocains sont documentés en Belgique. Sur ceux-ci, trois affirment avoir pris résidence en Belgique avant les années 1920. Nombre d’entre eux travaillaient dans les secteurs de l'industrie minière et sidérurgique.
Cette communauté était majoritairement juive au début des années 1960, avec approximativement 1400 personnes. 

### Immigration contemporaine
Durant la seconde partie du XXe siècle, le Maroc devient l'un de principaux pays d'émigration, tandis que l'Europe occidentale connait une croissance économique qui créé une demande de travailleurs non qualifié. En réaction, des accords sont signés avec l'Allemagne de l'Ouest (1963), la France (1963), la Belgique (1964) et les Pays-Bas (1967) pour y favoriser l’implantation d’une main d'oeuvre marocaine. Le 18 février 1964, la Belgique signe l'Accord bilatéral d'échange de main-d'œuvre entre la Belgique et le Maroc. Du fait d'obstacles administratifs, de longues listes d'attente et des pots-de-vin, la majorité des travailleurs arrivent en Belgique de manière spontanée en tant que « touristes ». Seulement 3.5% des travailleurs suivent le processus légal de recrutement. Beaucoup sont régularisés par la suite, en particulier en 1975.
L'accord visait principalement à régulariser cette « migration spontanée ». Cela n'a pas été fait du fait de procédures qui se sont avérées particulièrement laborieuses. La migration spontanée et illégale a subsisté et des dizaines de milliers de Marocains sont venus en Belgique en addition de l'immigration légale. En 1974, ils étaient 40.000. La croissance naturelle de la population a également joué un rôle à cet égard. En 1971, environ 20 % des Marocains vivant en Belgique y étaient déjà nés.
Le gouvernement belge a garanti le droit au regroupement familial dans le contexte de sa politique migratoire. L'article 13 du traité signé en 1964 stipule donc qu'un travailleur ayant travaillé en Belgique pendant au moins trois mois et disposant d'un logement convenable peut être rejoint par sa conjointe et les enfants du ménage. Un arrêté royal ultérieur stipule que le gouvernement peut prendre en charge la moitié des frais de voyage des proches, à la condition que la famille ait déjà au moins trois enfants mineurs.

### Fin de la migration de travail
À partir des années 1970, la croissance économique belge ralentit. Avec la première crise pétrolière, le nombre de chômeurs augmente. Le gouvernement met fin à sa politique de main-d'œuvre étrangère et referme ses frontières. De nombreux travailleurs en situation irrégulière sont alors rapidement régularisés. La décision de fermer les frontières apparaît donc dans les statistiques comme un pic d'immigration dans les années 1974 et 1975. La fin de la décennie est marquée par un rejet social et de la discrimination portant sur l'illégitimité de l'immigration citant « un péril sur l'État social et la délinquance ».
Au cours des répressions des années de plomb au Maroc, la Belgique accueille dans ses universités beaucoup étudiants marocains. Ceux-ci constituent un mouvement d'opposition au régime marocain mais jouent également un rôle important pour affirmer les droits des travailleurs et des immigrés en Belgique.
Dans la première moitié des années 1980, l'immigration annuelle de Marocains a progressivement diminué, passant de 5.390 en 1979 à 1.775 en 1986. L'immigration par regroupement familial a également diminué au cours de cette période. Après 1985, l'immigration marocaine recommence à augmenter avec de plus en plus de femmes, qui viennent épouser des migrants marocains.

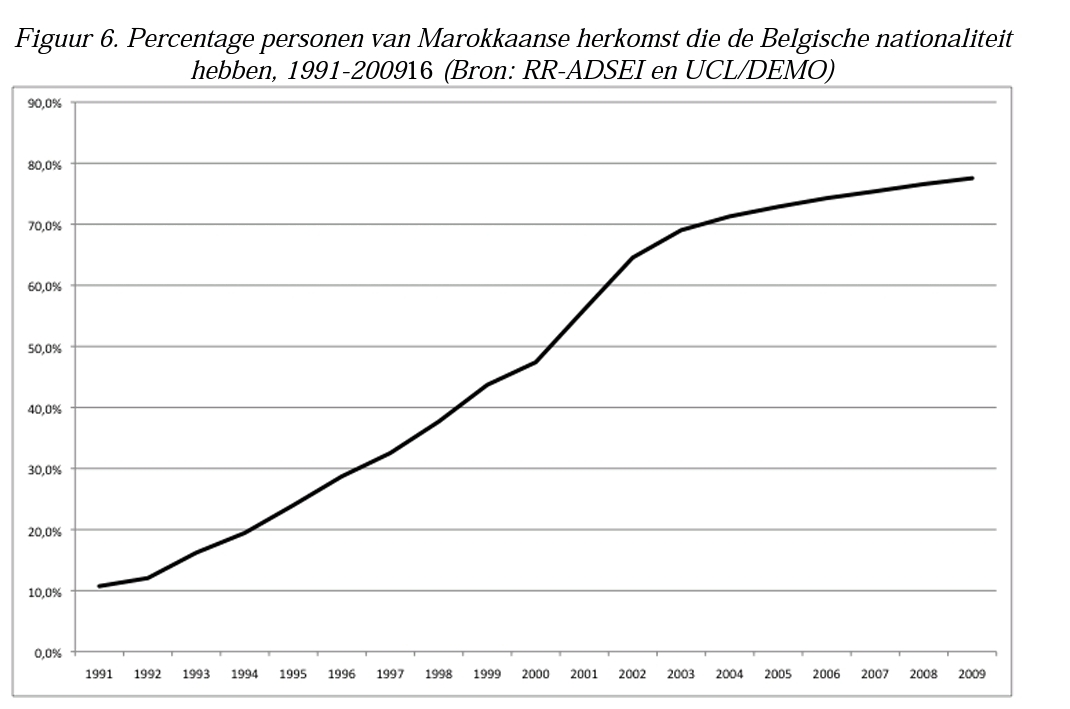
Graphique retraçant l'évolution de la naturalisation belge des Marocains en Belgique de 1991 à 2009

La Belgique adopte une politique d'intégration dans les années 1990. Celle-ci reposait sur une inclusion sociale et une adaptation culturelle à la sphère publique, tout en tolérant et en favorisant les affirmations identitaires et culturelles, notamment au travers d'associations.

### Depuis les années 2000
En 2003, selon les chercheurs Hassan Bousetta et Marco Martiniello : « Les Marocains de Belgique sont entrés dans un processus de stabilisation irréversible, comme l'atteste leur propension à acquérir la nationalité belge qui demeure supérieure à la moyenne des autres groupes d’étrangers ».
En 2014, selon l’Observatoire de la Communauté marocaine résidant à l’étranger (Fondation Hassan II), les Marocains résidents à l'étranger envoie en moyenne 82 823 dirhams par an au Maroc à destination de la famille ou pour des investissements locaux.
Après un demi-siècle d'immigration, les Belges d’origine marocaine jouissent d’une pleine citoyenneté et connaissent une évolution sociale, économique et culturelle sans précédent. Ils trouvent une réussite sociale dans différents domaines et métiers. Sam Touzani écrit des pièces de théâtre et dans le cinéma le réalisateur marocain Nabil Ben Yadir, puis Adil El Arbi et Bilall Fallah connaissent un succès

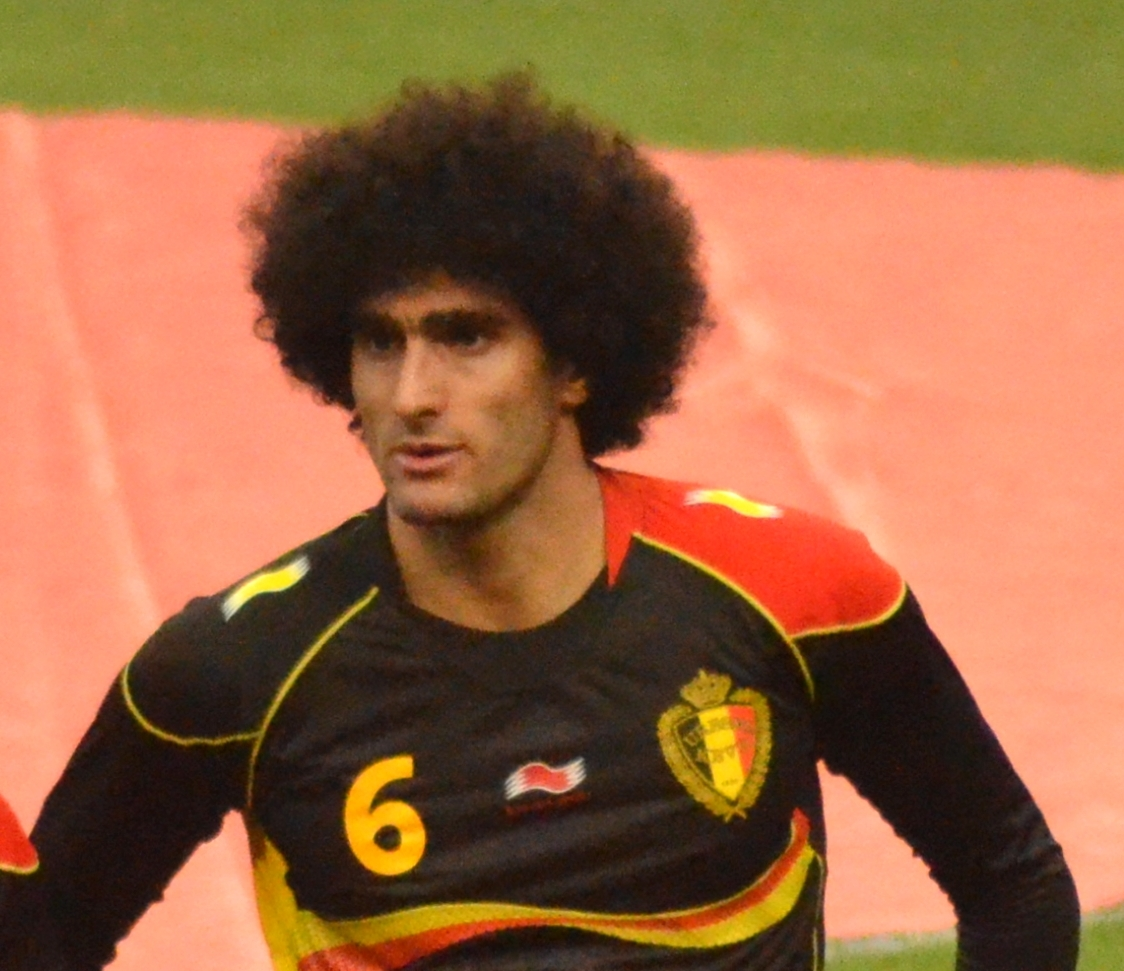
Le joueur de l'équipe nationale d'origine marocaine Marouane Fellaini lors d'un match amical avec l'équipe américaine en 2013

Selon la Fondation Roi Baudouin, en 2015, les jeunes Belgo-Marocains sont désormais plus qualifiés que la moyenne nationale avec plus de 40% de diplômés de l'enseignement supérieur.
Dans le sport, Marouane Fellaini d'origine marocaine joue pour les Diables rouges tandis que d'autres Belgo-Marocains décident de jouer pour l'équipe nationale marocaine en 2022.
Les Belgo-Marocains s'intègrent au monde politique avec notamment six élus à la Chambre des représentants en 2019.

#### Discrimination
Selon diverses organisations, les discriminations les plus fréquentes concernent l'accès à l'emploi et au logement, les inégalités face à l'accès à l'éducation ainsi que la violence policière.
Comme d'autres groupes d'origine extra-européenne, ce groupe démographique subit de la discrimination sur le marché du travail. Une enquête initiée par la Fondation Roi Baudouin, sur un échantillon de 350 personnes, tente de dresser un portrait de ce groupe particulier via de nombreux éléments autour de l'accès à l'emploi, à la propriété privée, pratiques religieuses. Cette enquête précise qu'il « existe toujours des obstacles spécifiques bloquant leur égale inclusion et participation à la société, particulièrement dans le domaine de l’emploi ».
Près d'un Belgo-Marocain sur deux estime avoir été discriminé, la plupart du temps lors de la recherche d'un emploi ressort-il d'une enquête de la Fondation Roi Baudouin.
Le 4 et 5 mai 2025, une partie de la jeunesse bruxelloise et marocaine participe aux affrontements de Bruxelles à la suite de l'agression raciste d'un carreleur marocain à Molenbeek-Saint-Jean lors d'une ratonnade organisée par un groupe de hooligans du Club Bruges KV,,,.

#### Actes de terrorisme
Le terrorisme en Belgique a fait de plus en plus son apparition à partir des années 2010. Une organisation djihadiste belge a même été fondée en mars 2010 par des Belgo-Marocains qui porte le nom de Sharia4Belgium. Presque 90 % des Belges partis faire le djihad en Syrie sont d'origine marocaine. Ce sont le plus souvent des Belgo-Marocains qui sont les auteurs des actes terroristes commis en Belgique et en dehors du pays. Hassan el-Haski, Belgo-Marocain est l'auteur des attentats de Madrid du 11 mars 2004 qui ont fait 191 morts et 1 858 blessés.
Le 13 décembre 2011, le terroriste liégois d'origine marocaine Nordine Amrani commet la tuerie de Liège qui fait 7 morts (dont le tueur) et 125 blessés. Molenbeek, devenue une commune majoritairement d'origine marocaine passe dans les Unes des journaux après les attentats du 13 novembre 2015 en France. Une grande partie des terroristes qui ont participé aux attentats sont des Belgo-Marocains, tous passés par Molenbeek. Quelques jours après les attentats, la commune est présentée comme la capitale du djihadisme en Europe. Les autres terroristes belgo-marocains Bilal Hadfi, Brahim Abdeslam, Chakib Akrouh, Abdelhamid Abaaoud, ont tous été tués. Salah Abdeslam, le terroriste français né à Bruxelles d'origine marocaine a été l'homme le plus recherché d'Europe. Il fut arrêté le 18 mars 2016 à Molenbeek. Mohammed Amri, Hamza Attou, Ali Oulkadi et Mohamed Abrini deviennent alors les hommes les plus recherchés de Belgique ainsi que d'Europe.
Quatre jours après l'arrestation de Salah Abdeslam, des attentats à l'aéroport de Bruxelles-National et à la station de métro Maelbeek font 35 morts et 340 blessés (dont deux Marocains morts et six blessés). L'attaque est revendiquée par l'État islamique et les auteurs des attentats, Najim Laachraoui, Mohamed Abrini, Ibrahim et Khalid El Bakraoui seraient tous des Belges d'origine marocaine. Le seul terroriste survivant, Mohamed Abrini, fut arrêté le 8 avril 2016, dans la commune d'Anderlecht.

## Culture

### Sociologie
D'après un portrait dressé par la Fondation Roi Baudouin, 60 % des Belgo-Marocains se sentent aussi Belges que Marocains, 21 % trouvent que leur identité d'origine est plus importante que l'identité belge.
Il ressort néanmoins ici que chez les jeunes Belgo-Marocains, le fait d’être né sur le sol belge a plutôt un impact négatif en termes d’inclusion et de participation à la société belge. Ainsi, par rapport aux Belgo-Marocains non nés sur le sol belge, les Belgo-Marocains nés en Belgique ont moins de chances d’être actifs sur le marché de l’emploi, se montrent moins en accord avec les valeurs démocratiques, font preuve de moins d’intérêt pour la vie politique belge, possèdent un groupe d’amis globalement moins hétérogène, ressentent davantage la discrimination et ont plus l’impression d’être différents des Belgo-belges. C’est une des grandes conclusions des chapitres liés aux revenus et à l’enseignement notamment. On constate en effet une augmentation de la proportion de Belgo-Marocains possédant un diplôme de l’enseignement supérieur et une nette hausse des revenus par rapport aux dernières enquêtes. Une classe moyenne émerge : plus ou moins 20 % des Belgo-Marocains gagnent désormais plus de 3 000 euros bruts par mois (alors qu’en 2009 seuls 2,2 % des Belgo-Marocains rentraient dans cette catégorie) La tranche de la population gagnant de 1 500 à 3 000 euros a aussi augmenté tandis que la classe la plus précaire (en dessous de 1 500 euros) a diminué.
Parmi les Belgo-Marocains, 95,4 % se disent musulmans. Une identité qui est d’ailleurs vécue comme forte et positive puisque trois quarts des répondants se disent fiers d’être musulmans. Les pratiques religieuses sont globalement très suivies. La fréquentation de la mosquée par exemple est majoritaire mais sa régularité est très variable. Ils ne sont plus que 10 % à se rendre dans ce lieu de culte tous les jours. Certains n’y vont que lors de la prière du vendredi ou de façon très occasionnelle. La prière quotidienne, le ramadan ainsi que la zakât (le don) sont aussi très observés. De même pour la consommation halal et l’interdiction de boire de l’alcool. Le port du foulard, sujet de polémique par excellence, est observé par 52,4 % des Belgo-Marocaines. Mais 23 % des femmes belgo-marocaines le retirent sur leur lieu de travail.
Les chercheurs ont également sondé l’adhésion à une série importante de valeurs. Démocratie, séparation de l’Église et de l’État, liberté d’expression, égalité des sexes : autant de valeurs dont on met souvent en doute la compatibilité avec l’islam et qui rencontrent pourtant une adhésion majoritaire. D’ailleurs, 73 % des Belgo-Marocains pensent qu’ils doivent s’adapter à la société belge, mais 17 % des Belgo-Marocains estiment que les « Belgo-belges » devraient s’adapter aux musulmans.
Le vrai tabou reste la sexualité. Ainsi, près de sept sondés sur dix sont opposés aux relations sexuelles avant le mariage, tant pour les filles que pour les garçons. Et quatre sur dix sont même contre le flirt avant une union officielle. Ensuite, pour 59 % des Belgo-Marocains, l’homosexualité n’est jamais justifiée. Globalement, 20 % pensent que c’est tolérable dans certaines circonstances et 20 % estiment que c’est toujours justifié.

### Nationalité marocaine
Il est presque impossible de perdre la nationalité marocaine. On considère que les Marocains doivent à leur roi une allégeance perpétuelle. Il est donc possible d'envoyer une demande de radiation de la nationalité marocaine, mais cette demande doit être accordée par arrêté ministériel et cela arrive très rarement. Les Marocains peuvent donc se naturaliser en Belgique, et conserver leur nationalité marocaine. Les enfants des Marocains étant automatiquement marocains par filiation, cela signifie que la deuxième génération de Marocains en Belgique a également la nationalité marocaine.

### Langues
Une partie des Belges d'origine marocaine parlent à la maison l'une des langues berbères, principalement le rifain (ou tarifit). Une autre partie parle à la maison l'arabe marocain. La plus jeune génération, quant à elle, parle en Région flamande le néerlandais et souvent également le français, en Région wallonne le français et à Bruxelles le français en grande majorité (idem pour les parents qui ne comprennent pas le néerlandais). Une minorité, qui réside dans la Communauté germanophone de Belgique à l'est du pays, parle l'allemand et le français car les communes germanophones sont toutes à facilités pour les francophones et se trouve en région Wallonne par conséquent le français est enseigné dès le plus jeune âge et maîtrisé par la quasi-totalité de la population germanophone .[réf. nécessaire]

## Démographie

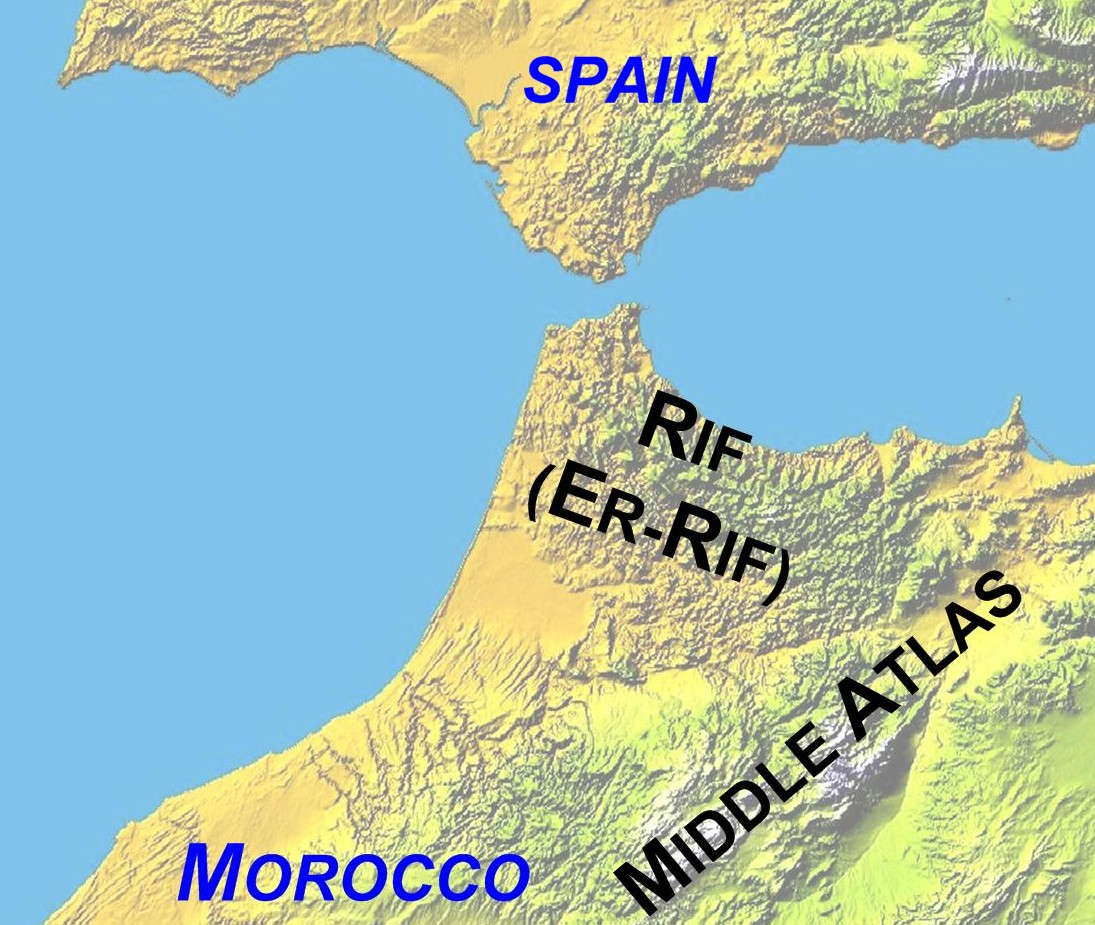
La région du Rif, au nord du Maroc, d'où la plupart des Marocains en Belgique est originaire

Une grande majorité des Marocains en Belgique sont originaires des villes de la région du Rif comme Nador, Al Hoceïma, Berkane, Tétouan ou encore Tanger, et cela n'empêche pas de trouver un nombre important de Marocains originaires des villes de Meknès, Fès, Casablanca et Taza.
Certaines catégories de Marocains à l'immigration tardive, étudiants universitaires par exemple étant restés en Belgique après leur cursus, proviennent des grandes villes marocaines [réf. nécessaire].

## Personnalités belges d'origine marocaine

### Mandataires politiques
En 2019, vingt députés d'origine marocaine sont élus dans les parlements régionaux et six au parlement fédéral.

#### Échelons fédéral et européen
- Jihane Annane - ancienne sénatrice
- Khalil Aouasti - député fédéral
- Talbia Belhouari - ancienne députée fédérale
- Sfia Bouarfa - ancienne sénatrice
- Hassan Bousetta - ancien sénateur
- Nabil Boukili - député fédéral
- Mohammed Daïf - ancien sénateur
- Saïd El Khadraoui - ancien député européen
- Nadia El Yousfi - sénatrice
- Nawal Farih - députée fédéral
- Latifa Gahouchi - sénatrice
- Zakia Khattabi - ministre fédéral, ancienne députée fédérale, ancienne coprésidente de parti
- Meryame Kitir - députée fédérale, ancienne ministre
- Ahmed Laaouej - député fédéral
- Nahima Lanjri - députée fédérale, ancienne sénatrice
- Chokri Mahassine - ancien député fédéral, ancien député flamand
- Rajae Maouane - ancienne députée fédérale, coprésidente de parti
- Nadia Sminate - sénatrice, ancienne députée fédérale
- Farida Tahar - sénatrice
- Fauzaya Talhaoui - ancienne députée fédérale, ancienne sénatrice
- Anissa Temsamani - ancienne députée flamande, ancienne secrétaire d'État fédérale
- Olga Zrihen - ancienne sénatrice, ancienne députée européenne

#### Échelons régional et communautaire
- Fouad Ahidar - vice-président du Parlement bruxellois de 2014 à 2019
- Sihame El Kaouakibi - députée flamande
- Ahmed El Khannouss - ancien député bruxellois
- Fadila Laanan - députée bruxelloise, ancienne ministre
- Rachid Madrane - ancien ministre communautaire, Président du Parlement de la Région de Bruxelles-Capitale
- Ahmed Mouhssin - député bruxellois
- Mostafa Ouezekhti - ancien député bruxellois

### Personnalités de l'islam

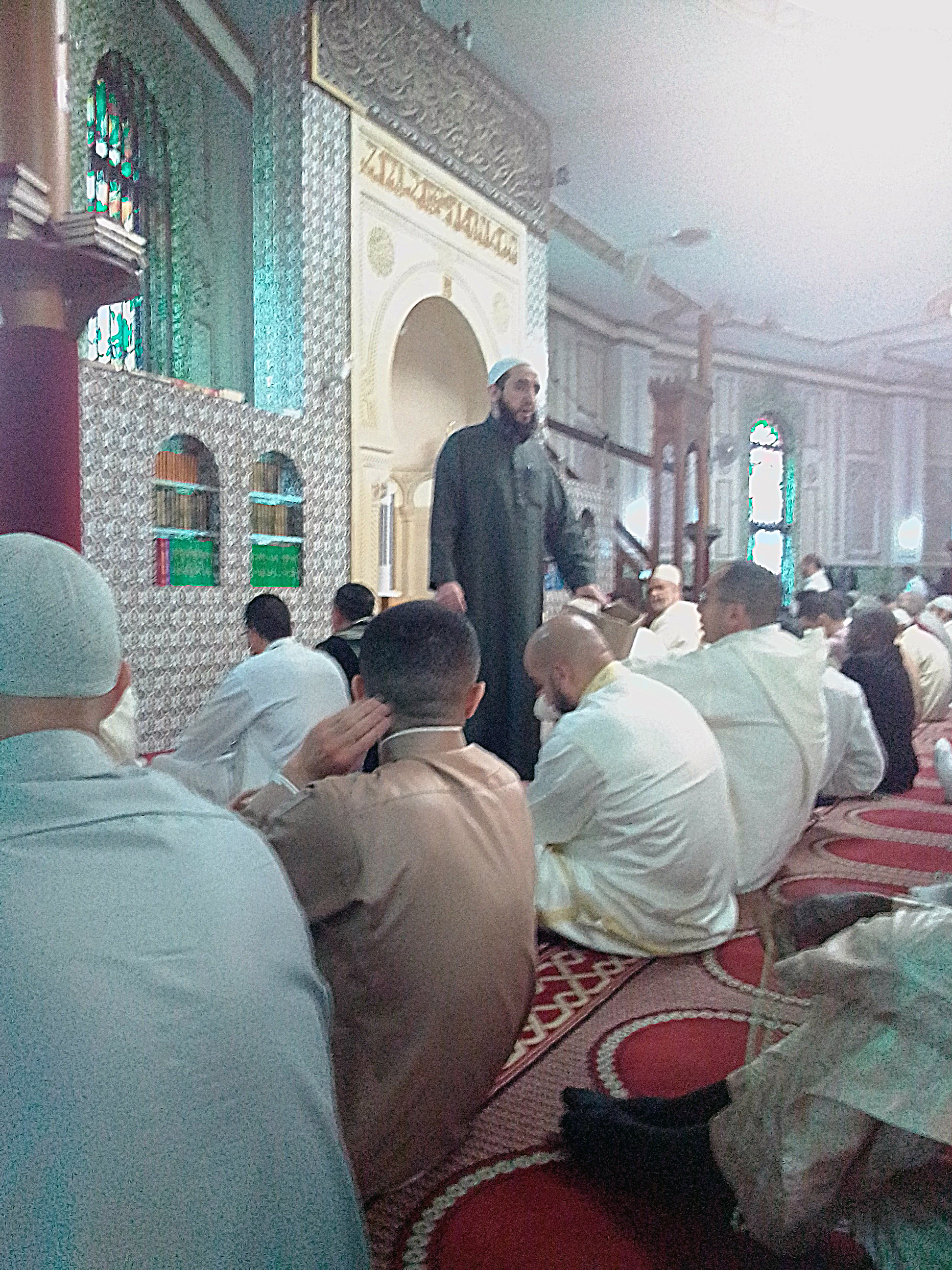
Abdelkader Dahmichi, imam d'origine marocaine, en juin 2019 à la Grande Mosquée de Bruxelles.

- Abou Chayma (1952-) - Prédicateur et exorciste actif depuis 1990 en Belgique.
- Mohamed Toujgani (1955-) - Imam principal de 1984 à 2021 de la plus grande mosquée du pays et président de la Ligue des Imams de Belgique, Toujgani siège au Conseil des théologiens, organe consultatif créé par l'Exécutif des musulmans de Belgique[63].
- Salah Echallaoui (1962-) - Haut responsable de la gestion de l'islam en Belgique, il promeut le modèle marocain de religiosité en conformité avec le rite malékite et le dogme achaarite[64].
- Rachid Haddach (1970-2020) - Conférencier populaire auprès des jeunes.
- Nordine Taouil (1974-) - Imam controversé à Anvers.
- Abdelkader Dahmichi (1981-) - Imam du Centre islamique et culturel de Belgique[précision nécessaire]
- Fouad Belkacem (1982-) - Militant takfiriste et fondateur de Sharia4Belgium.
- Khalid Benhaddou (1988-) - Imam à Gand et écrivain.

### Militantes
- Malika El Aroud[65],[66], née en 1959
- Fadila Maaroufi, née en 1976
- Fatima Zibouh, née en 1981
- Ihsane Haouach, née en 1985

### Artistes
- Lubna Azabal
- Soufiane Chilah
- Mehdi Dehbi
- Douzi
- Soufiane Eddyani
- Yassine Fadel
- Ben Hamidou
- Sidi Larbi Cherkaoui
- Mousta Largo
- Saïd Ouadrassi
- Michel Qissi
- Ismaël Saidi
- TiiwTiiw
- Sam Touzani
- Mourade Zeguendi
- Hamza
- JeanJass